# Comicus carnalli
Comicus carnalli är en insektsart som beskrevs av John Irish 1995. Comicus carnalli ingår i släktet Comicus och familjen Schizodactylidae. Inga underarter finns listade i Catalogue of Life.